# Otto Martler
Carl Otto Martler (Ronneby, 14 aprile 1987) è un ex calciatore svedese, di ruolo portiere.

## Carriera
Martler è inizialmente cresciuto nella cittadina di Hyllinge, frazione del comune di Åstorp, giocando nelle giovanili della locale squadra fino all'età di 9 anni. Nel 1996 è entrato a far parte del settore giovanile dell'Helsingborg, mentre nel 2004 è passato al vivaio dell'Högaborg, lasciandolo nell'estate 2005.
Dall'estate 2005 al termine della stagione 2006 vive la sua prima esperienza tra i senior con l'ingaggio da parte del Gantofta IF, formazione di quarta serie alla ricerca di un portiere dopo l'addio di Conny Rosén. Nello stesso campionato giocava il Lund, città in cui Martler giocherà 6 stagioni, rispettivamentre 3 in quarta serie e 3 in terza.
Nel gennaio 2013 viene ufficializzato il suo passaggio al Falkenberg, in Superettan, con un contratto biennale. Il 15 giugno 2013 ha realizzato una rete sul campo del Varberg con un rinvio dalla propria area che, rimbalzando, ha scavalcato il colpevole portiere avversario. Vincendo il campionato, ha potuto esordire in Allsvenskan, sempre con il Falkenberg. Ha giocato titolare tutti i 30 incontri sia nel campionato 2014 che in quello 2015. Nel frattempo aveva prolungato il suo contratto fino al 2016.
Al termine della stagione 2016 il Falkenberg è retrocesso in Superettan, avendo collezionato solo 10 punti in tutto il campionato. Martler, che aveva un contratto in scadenza, ha deciso di ritirarsi a soli 29 anni per concentrarsi sul lavoro di progettista presso una società immobiliare.
Nonostante ciò, nel marzo 2017 ha accettato di diventare il nuovo portiere di riserva dell'IFK Norrköping con un contratto di breve durata valido fino al successivo 20 agosto, consentendo così al club di rimanere coperto in attesa del rientro dell'infortunato David Mitov Nilsson. Alla scadenza del contratto ha firmato con il GAIS per ricoprire il ruolo di terzo portiere dietro a Damir Mehić e a Tobias Johansson. Per il 2018 è passato all'Halmstad, squadra appena retrocessa in Superettan, in qualità di terzo portiere dietro a Malkolm Nilsson e Simon Andersson.